# Bîșleak, Volodîmîreț
Bîșleak (în ucraineană Бишляк) este un sat în comuna Velîki Telkovîci din raionul Volodîmîreț, regiunea Rivne, Ucraina.
Localitatea face parte din regiunea istorică Volânia, iar după tratatul de pace de la Riga din 1921 a devenit parte a Poloniei, după 1939 intrând în componența Uniunii Sovietice.

## Demografie
Componența lingvistică a localității Bîșleak
     Ucraineană (99,71%)
     Alte limbi (0,28%)
Conform recensământului din 2001, majoritatea populației localității Bîșleak era vorbitoare de ucraineană (99,71%), existând în minoritate și vorbitori de alte limbi.